# Lindewitt
Lindewitt település Németországban, Schleswig-Holstein tartományban. Lakosainak száma 1983 fő (2023. december 31.).

## Népesség
A település népességének változása:
| Lakosok száma | 1744 | 1924 | 1979 | 1967 | 2020 | 1983 |
|               | 1975 | 2017 | 2019 | 2021 | 2022 | 2023 |